# سورن سكوف
سورن سكوف (بالدنماركية: Søren Skov)‏ هو لاعب كرة قدم دنماركي في مركز الهجوم، ولد في 21 فبراير 1954 في Nyborg ‏ في الدنمارك. شارك مع منتخب الدنمارك تحت 19 سنة لكرة القدم ومنتخب الدنمارك تحت 21 سنة لكرة القدم ومنتخب الدنمارك لكرة القدم. أما مع النوادي، فقد لعب مع سيركل بروج ونادي أفيلينو ونادي أودنسه ونادي سانت باولي ونادي سانت غالن ونادي فينترتور ونادي هرتا برلين.

## وصلات خارجية
- سورن سكوف على موقع قاعدة بيانات كرة القدم.إي يو (الإنجليزية)
- سورن سكوف على موقع بيانات كرة القدم. دي إي (الألمانية)
- سورن سكوف على موقع ناشيونال فوتبول تيمز (الإنجليزية)